# Полиолефины
Полиолефины — класс высокомолекулярных соединений (полимеров), получаемых из низкомолекулярных веществ — олефинов (мономеров). Вырабатываются из нефти или природного газа путём полимеризации одинаковых (гомополимеризации) или разных (сополимеризации) мономеров в присутствии катализатора. Широко используются для промышленного производства различных плёнок и волокон. 

## Разновидности
Известны термопласты и эластомеры. Наиболее важные представители термопластов — полиэтилен, полипропилен, полибутилен. Из эластомеров широко применяется этилен-пропиленовый каучук. Каучукоподобными свойствами обладает полиизобутилен.

## Свойства
Диапазон состояний полиолефинов — от желеобразного до твёрдого. Состояние определяется в первую очередь молекулярной массой и степенью кристаллизации. Кристаллические полиолефины характеризуются высокими диэлектрическими свойствами, механической прочностью и устойчивостью к действию агрессивных сред (кроме сильных окислителей). 
При нагревании некоторые полиолефины могут выделять вредные для здоровья человека вещества.

## Использование и перспективы
Полиолефины позволяют сочетать в готовом изделии низкую стоимость, долговечность и малый вес. Полиэтилены и полипропилены составляют около половины объёма годового потребления пластмасс в Европе. 
В настоящее время совершенствуются высокопроизводительные крупнотоннажные процессы полимеризации этилена и пропилена с использованием высокоэффективных катализаторов. За счёт металлизации, введения минеральных и полимерных наполнителей создаются новые материалы на основе этилена и других олефинов, обладающие гибкостью, стойкостью к растрескиванию под нагрузкой, морозостойкостью и другими свойствами.
С середины 1990-х годов внедряются высокоактивные металлоценовые катализаторы (с единым центром полимеризации), позволяющие контролировать равномерность длины и степень разветвления полимерной цепочки. В результате получаются полимеры с различной однородностью в твёрдом состоянии, улучшаются физические и оптические свойства продукции, появляется возможность эффективного использования более дешёвых сомономеров.
Доступность сырья (исходных мономеров), а также высокая технологичность массового производства и приемлемые затраты на внедрение новых марок делают полимеры этилена наиболее перспективным материалом для производства плёнок.